# Hypothek (Deutschland)
Die Hypothek (altgriechisch ὑποθήκη hypothḗkē „Unterpfand“) gehört im deutschen Sachenrecht zu den Grundpfandrechten und sichert eine persönliche Forderung gegen den Eigentümer oder einen Dritten ab. Die Hypothek ist nach einhelliger Auffassung ein dingliches Verwertungsrecht, denn der Eigentümer ist nicht zur Zahlung verpflichtet, sondern muss die Zwangsvollstreckung in sein Grundstück wegen Kapital und Nebenleistungen (etwa Bankkosten) dulden. Geregelt ist die Hypothek in den §§ 1113 bis  § 1190 BGB.
In rechtlicher Hinsicht ist die Forderung das Haupt- und die die Hypothek das Nebenrecht, in wirtschaftlicher Hinsicht verhält es sich umgekehrt. Die Hypothek hängt vom Bestand der Forderung ab, ist damit akzessorisch und kann ohne Forderung nicht begründet werden. Geht die Forderung unter, wandelt sich die beschränkt dingliche Belastung der Hypothek auf dem Grundstück zur Grundschuld des Eigentümers, § 1163 Abs. 1, § 1177 BGB. Die Hypothek kann ohne die Forderung weder abgetreten, noch belastet oder gepfändet werden, §§ 1153, § 1154, § 1069, § 1274 BGB, § 830 ZPO.
Eingetragen wird die Hypothek in die Abteilung III des Grundbuchs (sogenannter Publizitätseffekt). Abgegrenzt wird die Hypothek gegenüber der Grundschuld und der Rentenschuld, für die das Bestehen einer persönlichen Forderung keine Voraussetzung ist. 

## Entstehung
Die Hypothek entsteht durch Einigung zwischen dem Grundstückseigentümer und dem Sicherungsnehmer (Gläubiger) und deren Eintragung gemäß § 873 Abs. 1 BGB. Der Inhalt Einigung umfasst den Inhalt der Hypothek (§ 1113 Abs. 1 BGB), dass nämlich eine bestimmte Geldforderung durch ein bestimmtes Grundstück gesichert werden soll. Gegebenenfalls erstreckt sich die Einigung auch über den Ausschluss der Erteilung eines Hypothekenbriefs gemäß § 1116 Abs. 2 BGB, wenn der Buchtyp und nicht die Übergabe des Hypothekenbriefs gewünscht ist, § 1117 Abs. 2 BGB. Es ist möglich, auch eine künftige oder bedingte Forderung zu sichern, § 1113 Abs. 2 BGB. Aus Gründen der Akzessorietät muss „die bestimmte Forderung“ bestehen, weshalb bereicherungsrechtliche Ersatzforderungen (§ 812 BGB) im Zusammenhang einer Sicherung streitig behandelt werden; grundsätzlich aber herrscht der Konsens vor, dass bei entsprechendem Parteiwillen die Sicherungsfähigkeit auch für die Ersatzforderung möglich ist.
Zu ihrer Wirksamkeit ist die Eintragung der Hypothek in Abteilung III des Grundbuchs erforderlich, § 873, § 1115 BGB, gegebenenfalls  § 1116 Abs. 2 BGB. Formell-rechtlich sieht die Grundbuchordnung (GBO) vor, dass der Gläubiger oder der Grundstückseigentümer den Eintragungsantrag beim Grundbuchamt stellen müssen (§ 13 Abs. 1 GBO) und dass der Grundstückseigentümer als Betroffener die Eintragung bewilligt (§ 19 GBO). Bei ihrer Eintragung erhält sie den Rang, der ihr nach der gesetzlichen Rangordnung zukommt.
Zur Belastung eines Grundstücks mit einem Recht muss der Sicherungsnehmer Berechtigter im Sinne des § 873 BGB sein. In Betracht kommt aber auch der Erwerb vom Nichtberechtigten im Sinne von § 892 BGB. Liegt ein Mangel vor, resultiert die Rechtsfolge, dass der Eigentümer des Grundstücks, das belastet werden sollte, eine Eigentümergrundschuld erlangt, §§ 1163, § 1177 Abs. 1 BGB.

## Übertragung durch Abtretung
Die Übertragung auf einen Dritten findet durch Abtretung der gesicherten Forderung im Sinne des § 398 BGB statt, wobei die Formvorschrift des § 1154 BGB eingehalten werden muss. Wirtschaftlicher Grund für die Übertragung einer Hypothek kann im Baufinanzierungsgewerbe beispielsweise eine Umschuldung sein, weil ein anderer Kreditgeber mittlerweile ein Darlehen mit günstigerem Kreditzins anbieten kann. Mit der Abtretung der Forderung durch den Berechtigten, geht die Hypothek kraft Gesetzes gemäß § 1153 BGB über (sogenannte cessio legis).
Für die wirksame Übertragung einer Briefhypothek – diese Form der Hypothek ist der Regelfall in der Praxis – muss die Abtretungserklärung schriftlich erteilt werden. Außerdem muss der Hypothekenbrief dem Erwerber übergeben werden. Mit dem Übergang der Forderung auf den Erwerber geht die Hypothek auf den neuen Inhaber über. Dieser gesetzliche Regelfall der Hypothek wird als Verkehrshypothek bezeichnet. Bei ihrer Übertragung stellt sich das Problem, dass der Erwerber bei strenger Durchführung der Abhängigkeit der Hypothek von der Forderung sich nicht auf den Inhalt des Grundbuches verlassen könnte, weil er stets überprüfen müsste, ob die persönliche Forderung (noch) besteht. Zur Überwindung dieser Schwierigkeit erstreckt sich nach dem BGB der öffentliche Glaube an die Richtigkeit des Grundbuches für die Hypothek auch auf die Forderung. Die Hypothek kann also auch dann gutgläubig erworben werden, wenn entgegen dem Grundbuch die Forderung nicht (mehr) existiert. Man spricht hierbei von einer forderungsentkleideten Hypothek. Bei Buchhypotheken allerdings ist die Eintragung der Abtretung im Grundbuch konstitutiv (§ 1154 Abs. 3 BGB). Erst mit Vollendung dieser Eintragung ist der Inhaberwechsel vollzogen. Soweit ein Mangel der Hypothek unmittelbar gemäß § 892 BGB einem gutgläubigen Erwerb bei Übertragung nicht im Wege steht, findet bei einem Mangel der Forderung § 1138 BGB in Verbindung mit § 892 BGB Anwendung mit der Rechtsfolge der Übertragung von Hypothek und Forderung gemäß § 1153 BGB. 

## Rechtsfolge der Zahlung auf Forderung oder Hypothek
Sofern nach Zahlung auf die gesicherte Schuld der Eigentümer und der Schuldner personengleich sind, erlischt die Forderung gemäß § 362 BGB, da sie erfüllt worden ist. Es entsteht eine Eigentümergrundschuld, § 1163 Abs. 1 Satz 2, § 1177 Abs. 1 BGB. 
Vergleichbar liegt der Fall, wenn Schuldner und Eigentümer nicht identisch sind, weil die Hypothek für die Forderung eines Dritten eingetragen worden ist. Der Schuldner zahlt regelmäßig nicht auf die Hypothek, sondern auf die eingegangene Forderung. Diese erlischt kraft Erfüllung und auch hier entsteht eine Eigentümergrundschuld. Zahlt allerdings der Eigentümer, der seinerseits auf die Hypothek und nicht die Forderung zahlt, so geht die Forderung auf ihn über § 1143 BGB und damit auch die Hypothek, §§ 412, § 401 Abs. 1, § 1153 Abs. 1, § 1177 Abs. 2 BGB.
Zahlt ein ablösungsberechtigter Dritter (§§ 1150 § 268 Abs. 1 BGB), gehen Forderung und Hypothek auf diesen über, §§ 268 Abs. 3, § 412 § 401 § 1153 BGB. 

## Erlöschen der Hypothek
Die Hypothek erlischt durch Aufhebung (§ 1183 BGB), Befriedigung des Gläubigers aus dem Grundstück in der Zwangsvollstreckung (§ 1181 Abs. 1 BGB) oder Ausfall in der Zwangsvollstreckung, wenn sie nicht im geringsten Gebot liegt (§ 92 Abs. 1 Satz 2 ZVG). Für die Löschung der Hypothek sind materiell-rechtlich die Aufhebungserklärung des Berechtigten und die Eintragung erforderlich (§ 875 Abs. 1 BGB). Zusätzlich sind formell-rechtlich der Antrag eines Beteiligten (§ 13 Abs. 1 GBO) und die Bewilligung des von der Löschung betroffenen Gläubigers erforderlich (§ 19, § 29 Abs. 1 GBO; Löschungsbewilligung). Nach dem materiellen und formellen Konsensprinzip müssen mithin sowohl die Aufhebungserklärung als auch Antrag und Bewilligung inhaltlich deckungsgleich auf die Löschung eines bestimmten Grundbuchrechts ausgerichtet sein.
Die Hypothek erlischt im Rahmen der Konsolidation nach § 1177 BGB nicht, wenn der Hypothekengläubiger zum Eigentümer des belasteten Grundstücks wird, ohne dass ihm auch die Forderung zusteht (also etwa durch Erbfall oder Schuldenerlass gegen Grundstücksübereignung). Sie verwandelt sich in eine Eigentümerhypothek und wahrt damit die Rangstelle der Grundpfandrechte im Grundbuch.

## Durchsetzung von Forderung und Hypothek
Für die Durchsetzung der Ansprüche kommen mehrere Wege in Betracht. Bedeutsam ist die Möglichkeit, dass die Parteien eine Klausel bezüglich der Unterwerfung unter die sofortige Zwangsvollstreckung gemäß § 800 ZPO vereinbaren. 
Daneben kann die Klage auf Duldung der Zwangsvollstreckung gemäß § 1147 BGB zum Zug kommen, die den Vorteil hat, dass mit ihr nachrangige Rechte aus dem geringsten Gebot (§ 52 ZVG) ausgeschlossen werden können. Verteidigungsmöglichkeiten bestehen darin, dass Einwendungen gegen die Hypothek gleichzeitig – wegen § 1163 BGB (Eigentümerhypothek) – auch solche gegen die Forderung sind. Ausnahmen können im Rechtsverhältnis zwischen Eigentümer und neuem Gläubiger bestehen, § 1163 BGB. Auch können die Einreden des Eigentümers (§ 1137 BGB) und des Fortbestehen der Einreden gegen die Hypothek (§ 1157 BGB) geltend gemacht werden. Die Vollstreckung selbst richtet sich nach den Regeln des ZVG.
Daneben ist die Klage auf Zahlung gegen den Schuldner der Forderung möglich. 

## Haftungsumfang
Haftungsverbund
Im Rahmen der Hypothek haften dem Sicherungsnehmer neben dem Grundstück seine wesentlichen Bestandteile (§§ 93 f. BGB), sonstige Bestandteile, Erzeugnisse und Zubehör gemäß § 1120 BGB. Gemäß der §§ 1123 – § 1128 BGB werden im Haftungsverband auch Miet- und Pachtforderungen und Versicherungsansprüche erfasst.
Enthaftung
Es wird unterschieden: vor Beschlagnahme besteht für den Eigentümer Verfügungsfreiheit, denn die Enthaftung kann gemäß § 1121 Abs. 1, § 1122, § 1123, § 1124 BGB eintreten. Nach Beschlagnahme besteht eine Verfügungsbeschränkung gemäß § 23 Abs. 1 Satz 1 ZVG, §§ 135, § 136 BGB. Eine Enthaftung kommt gemäß § 23 Abs. 1 Satz 2 ZVG in Betracht und durch gutgläubigen Erwerb eines Dritten (§§ 135) Abs. 2, § 136, § 936 / § 1121 Abs. 2 Satz 2 BGB, sofern nicht § 23 Abs. 2 ZVG entgegensteht.

## Grundstücksgleiche Rechte
Eine Hypothek kann auch an grundstücksgleichen Rechten bestellt werden, wie Wohnungseigentum oder Erbbaurechten, unter bestimmten Voraussetzungen sogar Schiffen, § 24 SchiffsRegG.

## Sonstiges
Das Wort Hypothek wird auch synonym als Bürde oder Belastung im Sinne von „jemand hat eine schwere Hypothek zu tragen“ gebraucht.